# International Baseball Federation
De International Baseball Federation (Internationale Honkbalfederatie) of IBAF is de Wereld Honkbalbond. De IBAF organiseert de Wereldkampioenschappen Honkbal en, samen met het IOC, het Olympisch Honkbaltoernooi.
Het IBAF telt 110 leden waaronder de ABBA, de KBBSF, de KNBSB en de NABAFE. De grootste leden zijn de USA Baseball en de BFJ.
Naast de IBAF heeft elk werelddeel net als bij het voetbal ook nog een continentale bond: Voor Europa is dat de CEB, voor Azië de BFA, voor Amerika de COPABE, voor Afrika de AHSA en voor Oceanië de BCO.